# SJ L (II)
Die schwedische Dampflokomotivtype L (II) war eine Baureihe der Statens Järnvägar für den schweren Personenzugdienst auf den Stammbahnen im Norden von Schweden.

## Geschichte

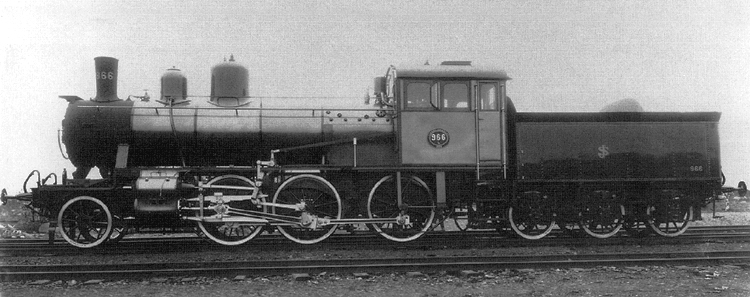
SJ L 966, Fabrikbild Falun, 1908

Für den schweren Personenzugverkehr in Nordschweden wurden zwischen 1904 und 1906 sowie 1908 47 Nassdampflokomotiven mit Zwillingstriebwerk mit der Achsfolge 1’C beschafft. Die Lieferungen erfolgten durch die schwedischen Lokomotivfabriken Nydqvist och Holm, Motala Verkstad, Nya AB Atlas und Vagn- & Maskinfabriksaktiebolaget Falun.
Die Lokomotiven hatten ein Krauss-Helmholtz-Lenkgestell sowie eine Helmholtz-Gleitführung. Die Lokomotiven 795–799, 804–823 und 844–845 hatte ursprünglich offene Führerstände. Um die Lokomotiven ökonomischer zu betreiben, wurden zwischen 1910 und 1922 Überhitzer eingebaut.
Einige Lokomotiven wurden mit den großen Wagner-Windleitblechen ausgestattet. Während der Betriebszeit der Lokomotiven erfolgten zudem Versuche mit Ölfeuerung.

## Einsatzbereich
Die Baureihe wurde in erster Linie für Schnell- und Personenzüge auf den Hauptbahnen im Norden Schwedens genutzt. Wegen ihres geringen Gewichtes kamen sie zudem auf der Västkustbana zum Einsatz, da die Viadukte in Helsingborg und Göteborg nicht von den schwereren Lokomotiven der frühen 1900er Jahre befahren werden konnten.
Nach der Elektrifizierung der Hauptstrecken wurde ein Teil der L-Lokomotiven auf Nebenstrecken und auf verstaatlichten früheren Privatbahnen eingesetzt. Ende der 1950er Jahre wurde ein Großteil aus dem Regelverkehr genommen, einige von ihnen blieben als Bereitschaftslokomotiven erhalten. Als die Bereitschaftsloks 1970 abgeschafft wurden, wurden alle Lokomotiven verschrottet.

## Verbleib
- 795: 1963 als Heizanlage mit einem A-Tender ausgestattet, Einsatz in Växjö bis 1969, 1973 verschrottet
- 808: 1960 Bereitschaftslok in Norrköping bis 1970, 1972 in Vislanda verschrottet
- 809: 1960 Bereitschaftslok in Ånge bis 1970, 1971 in Vislanda verschrottet
- 812: 1960 Bereitschaftslok in Norrköping bis 1970, 1973 von Kalmar Verkstad verschrottet
- 820: 1960 Bereitschaftslok in Östersund bis 1970, 1973 von Kalmar Verkstad verschrottet
- 840: 1960 Bereitschaftslok in Bollnäs bis 1967, 1967 in Vislanda verschrottet
- 841: 1960 Bereitschaftslok in Ånge bis 1970, 1971 in Vislanda verschrottet
- 844: 1960 Bereitschaftslok in Ånge bis 1967, 1967 in Vislanda verschrottet
- 969: 1960 Bereitschaftslok in Norrköping bis 1970, 1973 von Kalmar Verkstad verschrottet

Alle anderen Lokomotiven wurden spätestens zwischen 1967 und 1070 ausgemustert und bis 1973 verschrottet.

## SJ La
Die Lok 818  war von 1924 bis 1932 mit einem Anderberg-Rauchkammerüberhitzer ausgestattet und wurde während dieser Zeit als Baureihe SJ La gesondert geführt. Nach dem Rückbau war sie bis 1960 in Kiruna im Einsatz, wurde dort zur Bereitschaftslok bis 1970 und 1972 in Vislanda verschrottet.